# Ivica Kostović
Ivica Kostović, hrvaški zdravnik, nevroanatom, politik in akademik, * 1943, Zagreb.
Kostović je profesor na Medicinski fakulteti v Zagrebu; je član Hrvaške akademije znanosti in umetnosti in Akademije za medicinske znanosti Hrvaške. Od 1990 je deloval v HDZ in v sanitetnem štabu RH ter ministrstvu za zdravje, 1993-95 je bil podpredsednik Vlade RH za družbene dejavnosti, 1995-98 pa za humanitarna vprašanja, v teh letih tudi minister za znanost in tehnologijo ter podpredsednik Nacionalnega sveta za znanost. Na njegovo pobudo je bil pri zagrebški Medicinski fakulteti ustanovljen Hrvaški inštitut za raziskave možganov kot multidisciplinarna raziskovalna in učna ustanova na področju nevroznanosti. 1998/99 je bil predstojnik Urada Predsednika RH, nato posalnec v Saboru, najprej v Županijskem domu, 2000-03 pa v Predstavniškem domu in bil njegov podpredsednik. Dobil je državno znanstveno nagrado Ruđer Bošković.